# Fregilupus varius
Fregilupus varius é uma espécie extinta de ave da família dos estorninhos que viveu na ilha da Reunião e desapareceu na década de 1850. Seus "primos" mais próximos são os estorninhos de Rodrigues (Necropsar rodericanus) e Maurício (Cryptopsar ischyrhynchus), também endêmicos dessas ilhas vizinhas no oceano Índico. As três espécies aparentemente evoluiram de um ancestral comum do sudeste Ásiático. O pássaro foi mencionado pela primeira vez no século XVII e acredita-se que seja relacionado com a poupa-eurasiática, a partir do qual derivou seu nome popular em inglês, "Hoopoe starling". Embora tenham sido propostas diversas afinidades taxonômicas para a espécie, a análise do DNA confirmou que ela era, de fato, um tipo de estorninho.
A ave tinha 30 cm de comprimento. Sua plumagem era principalmente branca e cinzenta, com o dorso, asas e cauda de uma tonalidade mais escura de marrom e cinza. Possuía uma crista delicada e móvel, curvada para frente. O pássaro poderia ter dimorfismo sexual, com os machos maiores e com bicos mais curvos. Os indivíduos juvenis eram mais marrons que os adultos. Pouco se sabe sobre o comportamento desse estorninho. Relatos de época afirmam que viviam em grandes bandos, e habitavam áreas úmidas e brejos. A ave era onívora, alimentando-se de matéria vegetal e de insetos. Sua pelve era robusta, seus pés e garras grandes e suas mandíbulas fortes, indicando que forrageavam próximo do chão.
Os pássaros foram caçados por colonos da ilha da Reunião, que também os mantinham engaiolados. O estorninho foi relatado como sendo uma espécie em declínio no início do século XIX e provavelmente extinguiu-se antes da década de 1860. Diversos fatores foram apontados como causas de seu desaparecimento, incluindo a concorrência e predação por espécies introduzidas, doenças, desmatamento e caça excessiva por seres humanos. A ave servia como alimento para os colonos e também era exterminada por ser considerada uma suposta praga agrícola. Atualmente, apenas dezenove exemplares existem em museus ao redor do mundo.

## Taxonomia
A primeira menção à espécie é, provavelmente, a que consta numa lista de aves de Madagascar datada de 1658 e escrita por Étienne de Flacourt, então governador local francês. Embora mencionasse uma poupa preta e cinza, autores posteriores questionaram se a citação se refere ao F. varius ou à subespécie malgaxe de poupa (Upupa epops marginata), apesar desse pássaro se assemelhar à subespécie da Eurásia. O estorninho F. varius foi observado pela primeira vez na ilha da Reunião (então chamada de "Bourbon"), uma das ilhas Mascarenhas, pelo padre católico Bénigne Vachet em 1669, mas não foi descrito em detalhes até o relato de 1674 do viajante Sieur Dubois:
Poupas ou Calandres, com um tufo branco na cabeça, o resto da plumagem branca e cinza, o bico e os pés como os de uma ave de rapina; eles são um pouco maiores que pombos jovens. Esta é uma outra boa ave de caça [isto é, para comer] quando gorda.

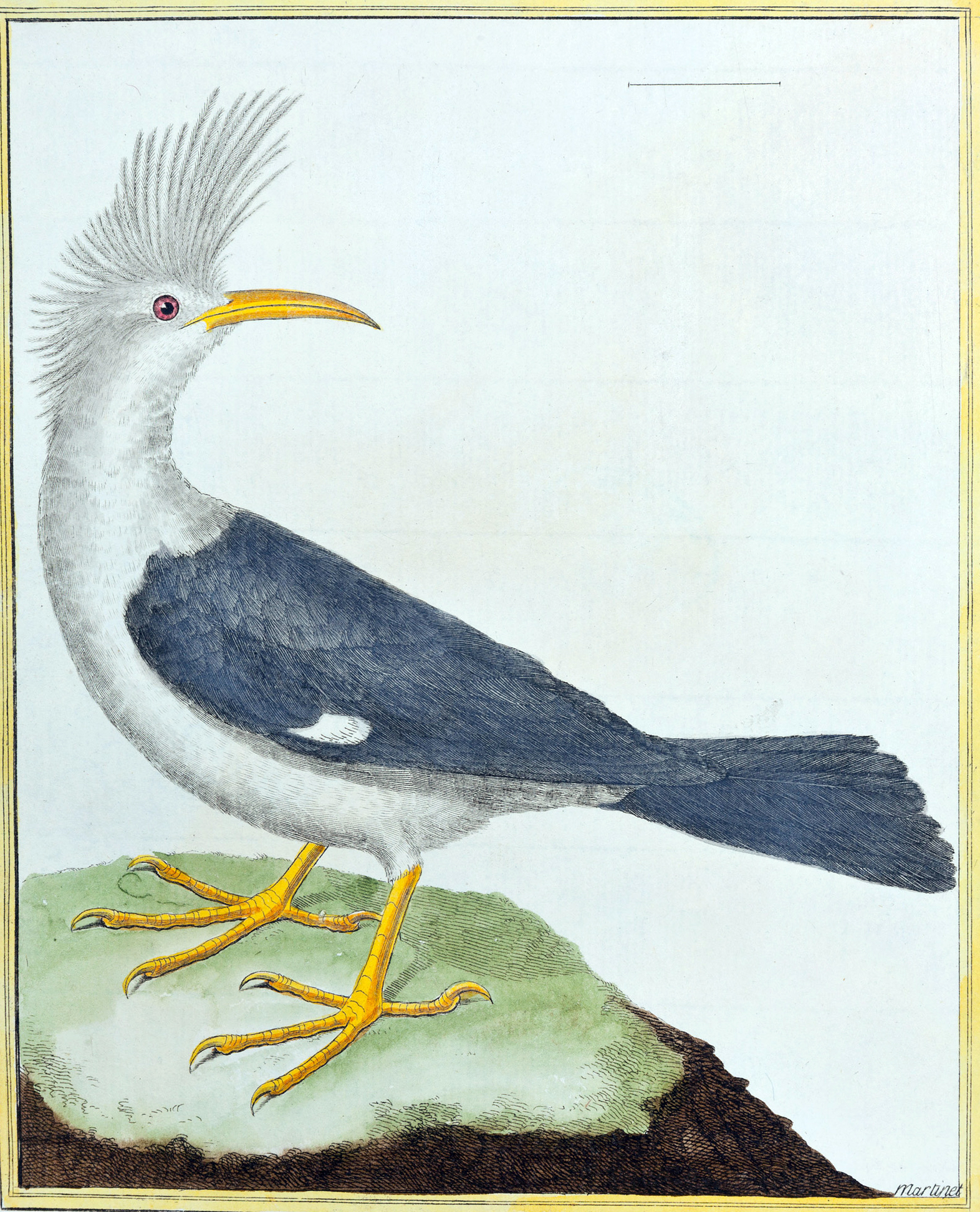
Ilustração tipo por François-Nicolas Martinet, década de 1770.

Os primeiros colonizadores da ilha da Reunião chamavam a ave de "huppe", porque sua crista e seu bico curvo pareciam com os da poupa-eurasiática (huppe fasciée em francês). Pouco foi registrado sobre o estorninho nos cem anos seguintes à primeira descrição, mas exemplares começaram a ser levados para a Europa durante o século XVIII. A espécie foi descrita cientificamente pela primeira vez pelo naturalista francês Philippe Guéneau de Montbeillard na edição de 1779 de Histoire Naturelle, do conde de Buffon. Entretanto, ela não recebeu um nome científico até sua designação pelo holandês Pieter Boddaert para a edição de 1783 do livro. Boddaert batizou o pássaro de Upupa varia, classificando-o no mesmo gênero da poupa, e nomeando-o com um epíteto específico que significa "variado", uma referência à cor preta-e-branca. Boddaert se baseou nas ilustrações dos trabalhos de Buffon para dar o nome binomial da espécie. Por isso uma imagem anexa à obra da década de 1770, de autoria de François-Nicolas Martinet, é considerada o holótipo ou ilustração tipo. Acredita-se que essa ilustração foi baseada num exemplar do Museu de História Natural de Paris, mas é impossível ter certeza disso. O museu de Paris tinha inicialmente cinco peles da espécie, algumas delas só chegaram ao museu no século XIX. O espécime MNHN 2000-756, que possivelmente é uma fêmea, é uma das peles mais usadas como modelo para ilustrações. Sua crista foi aparada artificialmente, resultando num formato semicircular artificial, diferente de sua aparência em vida. A ilustração tipo tem uma crista com uma forma parecida.

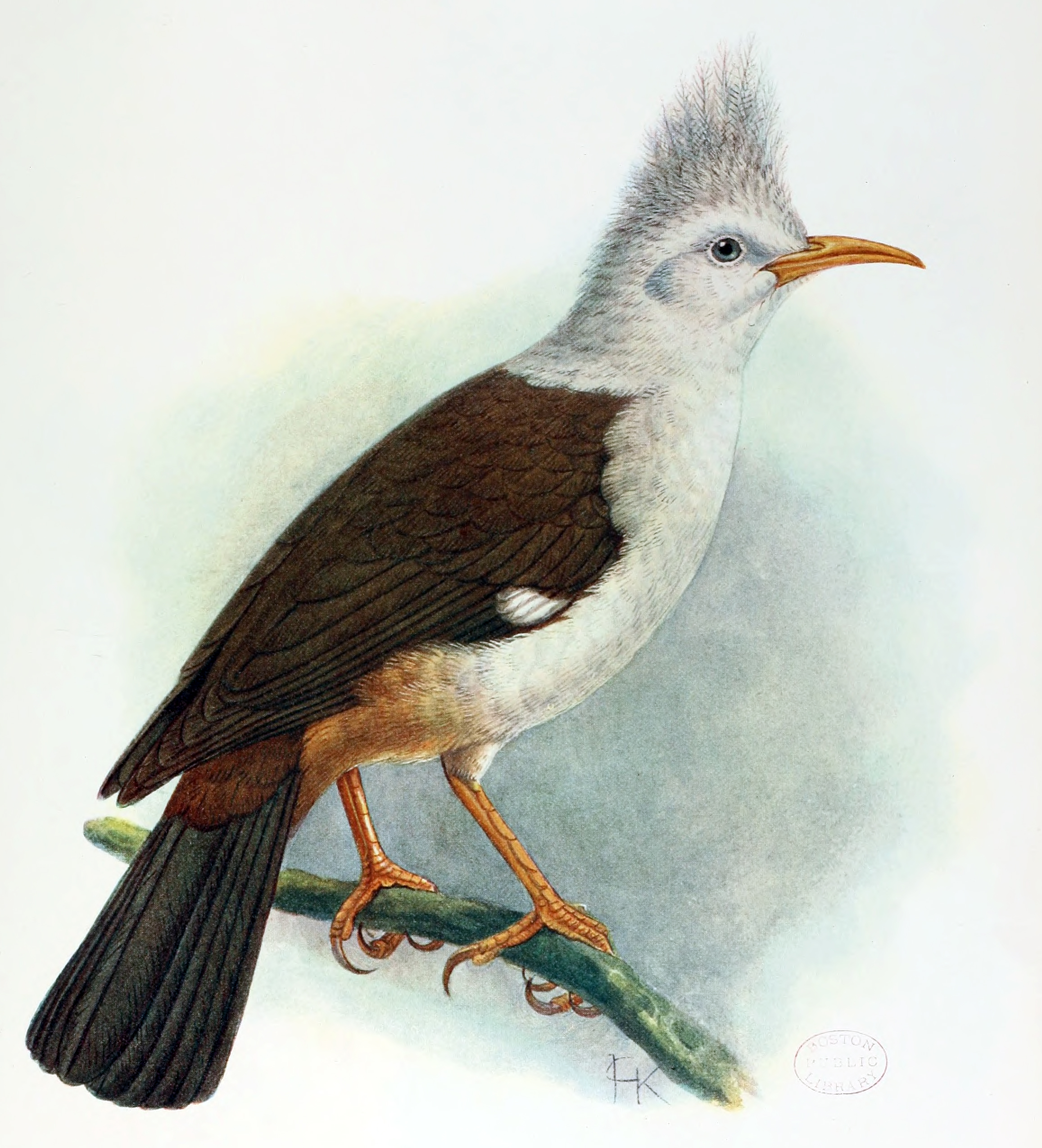
Desenho de John Gerrard Keulemans (1907) baseado no exemplar de Paris com a crista aparada.

A poupa de De Flacourt levou os especialistas a acreditar que variedades do pássaro existiam em Madagascar e na Península do Cabo; achavam que eram estorninhos do gênero Upupa, e por isso ganharam nomes como Upupa capensis e Upupa madagascariensis. Vários autores também relacionaram o pássaro com grupos como aves-do-paraíso, abelharucos, Molothrus, outros Icteridae e também Pyrrhocorax, resultando na classificação em outros gêneros e na criação de novos nomes, como Coracia cristata e Pastor upupa. Em 1831, René-Primevère Lesson colocou a ave no próprio gênero monotípico, Fregilipus, nome composto pela junção de Fregilus (um gênero obsoleto de gralhas) e Upupa. Auguste Vinson concluiu em 1868 que o território do pássaro estava restrito à ilha da Reunião e propôs um novo binomial, Fregilupus borbonicus, uma referência ao antigo nome da ilha (Bourbon).

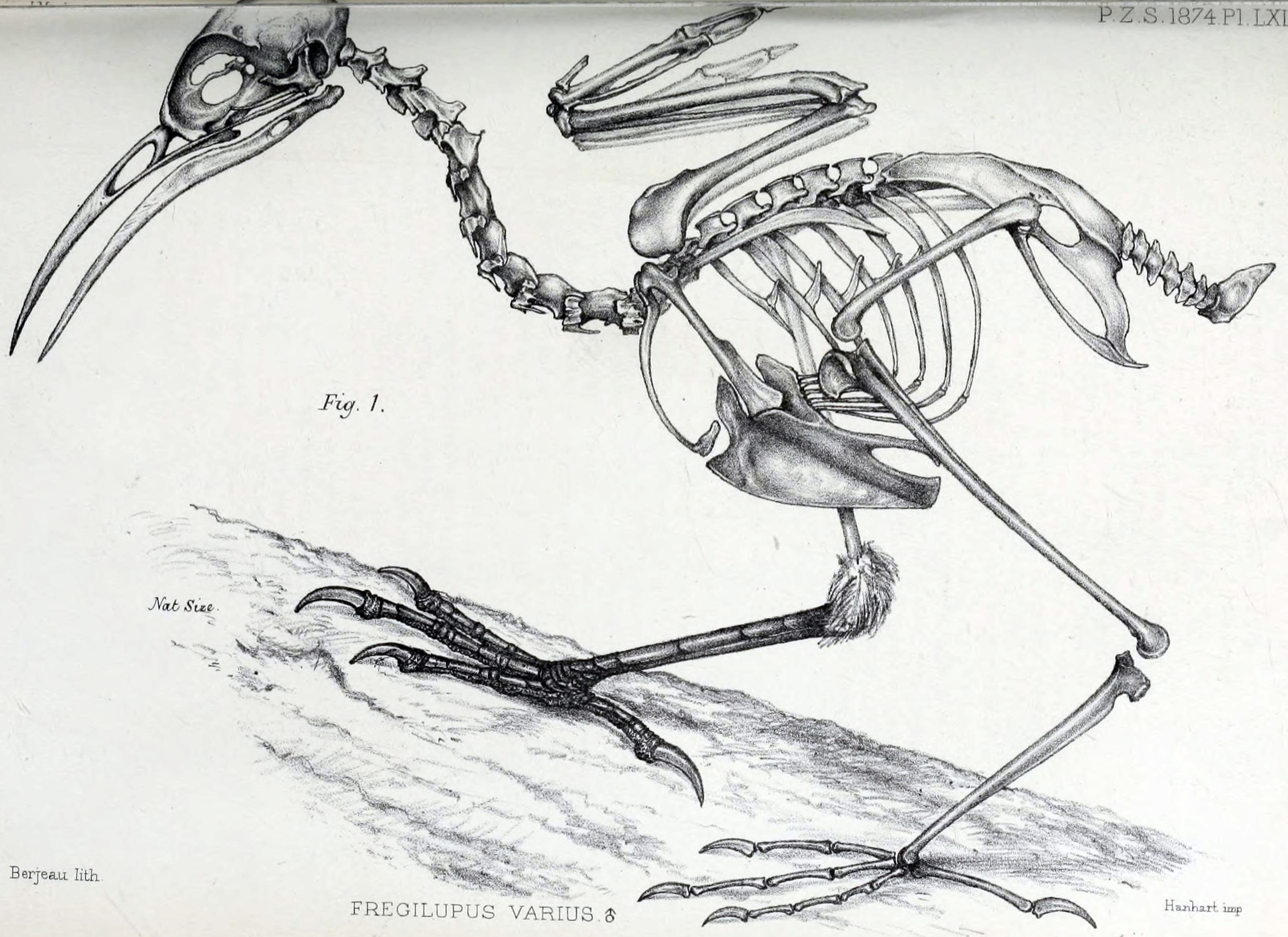
Litografia do único esqueleto conhecido por Philibert Charles Berjeau, 1874.

Hermann Schlegel foi o primeiro a propor, em 1857, que a espécie pertencia à família dos estorninhos (Sturnidae), reclassificando-a como parte do gênero Sturnus, S. capensis. Esta reclassificação foi revista por outros autores. Carl Jakob Sundevall propôs um novo nome de gênero, Lophopsarus ("estorninho com crista"), em 1872, porém Fregilupus varius - nome mais antigo - permanece como o aceito nos dias atuais e todos os outros nomes científicos são sinônimos. Em 1874, depois de uma análise detalhada do único esqueleto conhecido (realizada no Museu de Zoologia da Universidade de Cambridge), James Murie concordou que a ave era de fato um estorninho. Richard Bowdler Sharpe disse em 1890 que a espécie era similar aos estorninhos do gênero Basilornis, mas não notou qualquer outra semelhança além da crista. Em 1941, Malcolm R. Miller achou a musculatura da ave semelhante à do estorninho-comum (Sturnus vulgaris), após ter dissecado um espécime preservado em formol no Museu de Cambridge, mas observou que o tecido estava muito degradado e a semelhança não necessariamente confirmava um parentesco com os estorninhos. Em 1957, Andrew John Berger lançou dúvidas sobre a afinidade do pássaro com os estorninhos devido às sutis diferenças anatômicas, depois de dissecar um espécime em formol no Museu Americano de História Natural. Alguns autores propuseram uma relação com pássaros da família Vangidae, mas o ornitólogo japonês Hiroyuki Morioka rejeitou esta ideia em 1996, depois de um estudo comparativo dos crânios.
Em 1875, o ornitólogo britânico Alfred Newton tentou identificar um pássaro preto e branco mencionado num manuscrito do século XVIII que descrevia a estadia de um marinheiro abandonado na ilha Rodrigues entre 1726 e 1727, hipotetizando que ele estava relacionado com o F. varius. Os subfósseis encontrados mais tarde em Rodrigues foram correlacionados com o pássaro dos manuscritos; em 1879, estes ossos se tornaram a base para uma nova espécie, Necropsar rodericanus (o estorninho-de-rodrigues), nomeado pelos ornitólogos Albert Günther e Edward Newton. Apesar de terem achado o pássaro de Rodrigues intimamente relacionado com o F. varius, Günther e Newton mantiveram-no em um gênero separado devido à "prática ornitológica atual". O ornitólogo americano James Greenway sugeriu em 1967 que o estorninho-de-rodrigues pertencia ao mesmo gênero do F. varius, devido à sua grande semelhança. Subfósseis encontrados em 1974 confirmaram que o pássaro de Rodrigues era de um gênero diferente de estorninhos, pois seu bico mais robusto justifica a separação genérica do Fregilupus. Em 2014, o paleontólogo britânico Julian Hume descreveu uma nova espécie extinta, o estorninho Cryptopsar ischyrhynchus, com base em ossos subfósseis encontrados em Maurício, os quais eram mais parecidos com os do estorninho-de-rodrigues do que com os do F. varius em suas características do crânio, esterno e úmero.

## Evolução

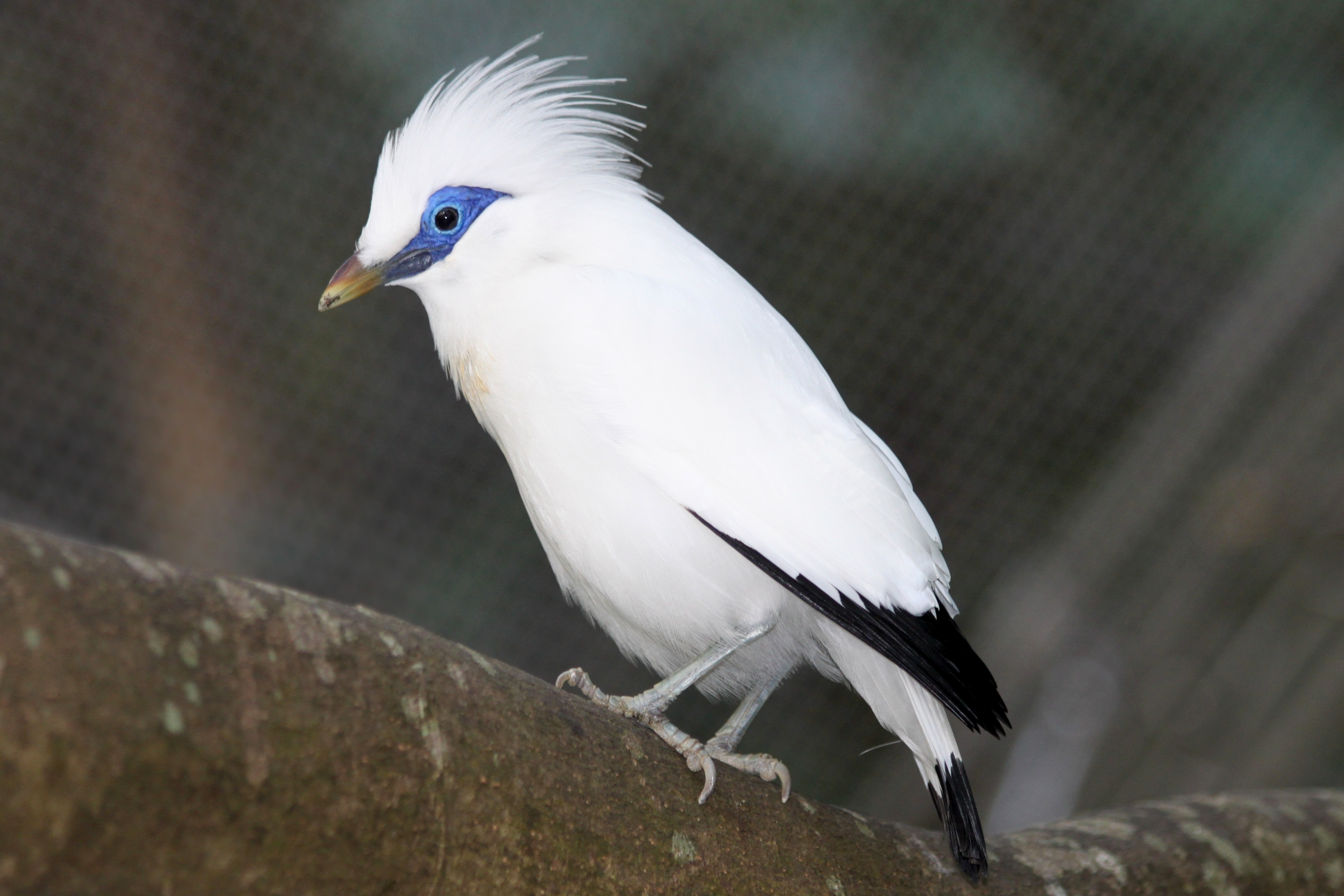
O Leucopsar rothschildi é um "primo" próximo.

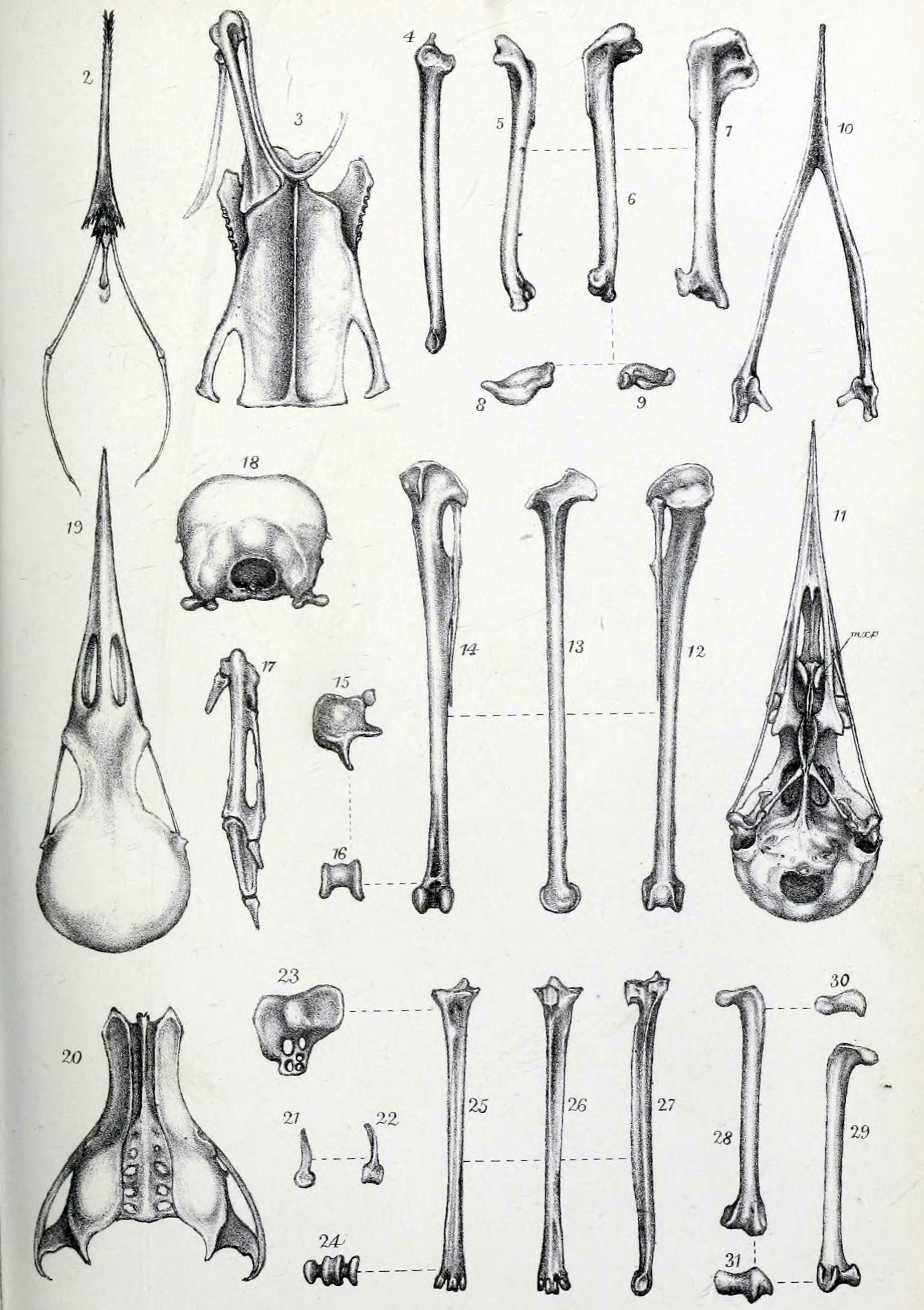
Ossos do F. varius, 1874.

Em 1943, Dean Amadon sugeriu que uma espécie parecida com os Sturnus poderia ter chegado à África e a partir daí dado origem ao estorninho-carunculado (Creatophora cinerea) e aos estorninhos das ilhas Mascarenhas. Ainda de acordo com o autor, os estorninhos das ilhas de Rodrigues e da Reunião estavam mais relacionados com seus "primos" asiáticos, como algumas de espécies Sturnus, do que com os Lamprotornis africanos e o Saroglossa aurata de Madagascar, com base em suas cores. Um estudo de 2008, que analisou o DNA de diversos estorninhos, confirmou que o F. varius pertencia a um clado de estorninhos do Sudeste Asiático como uma linhagem isolada, sem parentes próximos. O cladograma seguinte mostra sua relação com outras aves da família Sturnidae:
|  | Sturnus pagodarum                                                            |
|  |                                                                              |
|  | \| \| Sturnus erythropygia \| \| \| \| \| \| Sturnus malabaricus \| \| \| \| |
|  |                                                                              |
|  | Sturnus erythropygia                                                         |
|  |                                                                              |
|  | Sturnus malabaricus                                                          |
|  |                                                                              |

|  | Sturnus erythropygia |
|  |                      |
|  | Sturnus malabaricus  |
|  |                      |

|  | Sturnus pagodarum                                                            |
|  |                                                                              |
|  | \| \| Sturnus erythropygia \| \| \| \| \| \| Sturnus malabaricus \| \| \| \| |
|  |                                                                              |
|  | Sturnus erythropygia                                                         |
|  |                                                                              |
|  | Sturnus malabaricus                                                          |
|  |                                                                              |

|  | Sturnus erythropygia |
|  |                      |
|  | Sturnus malabaricus  |
|  |                      |

|  | Sturnus pagodarum                                                            |
|  |                                                                              |
|  | \| \| Sturnus erythropygia \| \| \| \| \| \| Sturnus malabaricus \| \| \| \| |
|  |                                                                              |
|  | Sturnus erythropygia                                                         |
|  |                                                                              |
|  | Sturnus malabaricus                                                          |
|  |                                                                              |

|  | Sturnus erythropygia |
|  |                      |
|  | Sturnus malabaricus  |
|  |                      |

|  | Sturnus pagodarum                                                            |
|  |                                                                              |
|  | \| \| Sturnus erythropygia \| \| \| \| \| \| Sturnus malabaricus \| \| \| \| |
|  |                                                                              |
|  | Sturnus erythropygia                                                         |
|  |                                                                              |
|  | Sturnus malabaricus                                                          |
|  |                                                                              |

|  | Sturnus erythropygia |
|  |                      |
|  | Sturnus malabaricus  |
|  |                      |

|  | Sturnus pagodarum                                                            |
|  |                                                                              |
|  | \| \| Sturnus erythropygia \| \| \| \| \| \| Sturnus malabaricus \| \| \| \| |
|  |                                                                              |
|  | Sturnus erythropygia                                                         |
|  |                                                                              |
|  | Sturnus malabaricus                                                          |
|  |                                                                              |

|  | Sturnus erythropygia |
|  |                      |
|  | Sturnus malabaricus  |
|  |                      |

|  | Sturnus pagodarum                                                            |
|  |                                                                              |
|  | \| \| Sturnus erythropygia \| \| \| \| \| \| Sturnus malabaricus \| \| \| \| |
|  |                                                                              |
|  | Sturnus erythropygia                                                         |
|  |                                                                              |
|  | Sturnus malabaricus                                                          |
|  |                                                                              |

|  | Sturnus erythropygia |
|  |                      |
|  | Sturnus malabaricus  |
|  |                      |

|  | Sturnus pagodarum                                                            |
|  |                                                                              |
|  | \| \| Sturnus erythropygia \| \| \| \| \| \| Sturnus malabaricus \| \| \| \| |
|  |                                                                              |
|  | Sturnus erythropygia                                                         |
|  |                                                                              |
|  | Sturnus malabaricus                                                          |
|  |                                                                              |

|  | Sturnus erythropygia |
|  |                      |
|  | Sturnus malabaricus  |
|  |                      |

|  | Sturnus pagodarum                                                            |
|  |                                                                              |
|  | \| \| Sturnus erythropygia \| \| \| \| \| \| Sturnus malabaricus \| \| \| \| |
|  |                                                                              |
|  | Sturnus erythropygia                                                         |
|  |                                                                              |
|  | Sturnus malabaricus                                                          |
|  |                                                                              |

|  | Sturnus erythropygia |
|  |                      |
|  | Sturnus malabaricus  |
|  |                      |

A extração de DNA viável do F. varius já havia sido tentada por outro grupo de pesquisadores, que não obtiveram êxito. Os autores do estudo bem-sucedido sugeriram que os ancestrais do pássaro chegaram à ilha da Reunião, oriundos do Sudeste Asiático, usando cadeias de ilhas como "degraus" por todo o Oceano Índico, um cenário também sugerido para outras aves das ilhas Mascarenhas. Sua linhagem divergiu da dos outros estorninhos há quatro milhões de anos (cerca de dois milhões de anos antes da ilha da Reunião ter emergido do mar), por isso pode ter evoluído primeiro em massas de terra parcialmente submersas nos dias atuais.
"Primos" ainda vivos, como o Leucopsar rothschildi e o Sturnia erythropygia, têm cores e outras características parecidas com as espécies extintas das Mascarenhas. Uma vez que os estorninhos de Rodrigues e de Maurício parecem morfologicamente mais próximos entre si do que com o F. varius — o qual aparenta ser mais relacionado com estorninhos do Sudeste Asiático — pode ter ocorrido duas migrações distintas de estorninhos da Ásia para as Mascarenhas, com o F. varius sendo o de chegada mais recente. À exceção de Madagascar, as Mascarenhas foram as únicas ilhas do sudoeste do Oceano Índico com estorninhos nativos, provavelmente devido a seu isolamento, e topografia e vegetação variadas.

## Descrição

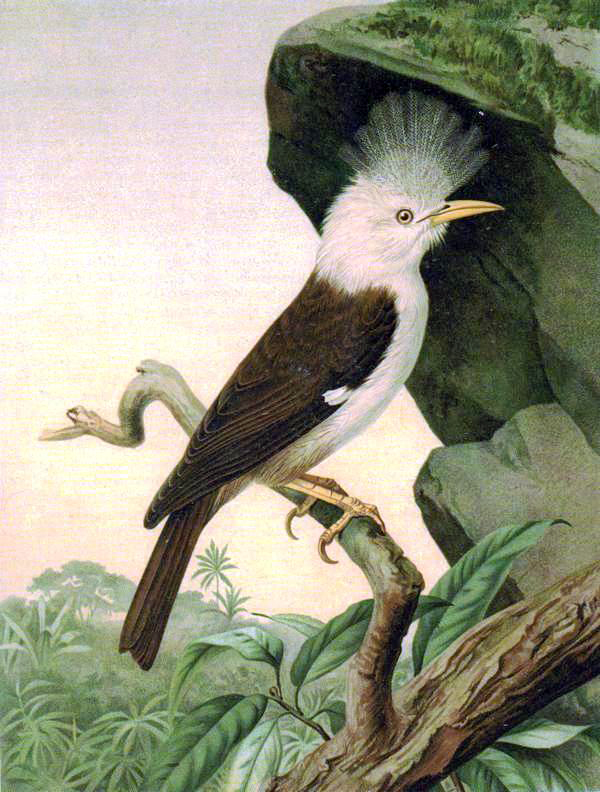
Desenho de Eduard de Maes (1910).

O F. varius tinha 30 cm de comprimento. Seu cúlmen media 4,1 cm, a asa 14,7 cm, a cauda 11,4 cm, e o tarso cerca de 3,9 cm. Foi o maior dos três estorninhos que habitaram as ilhas Mascarenhas. Um espécime adulto do museu de Paris (NHMUK 1889.5.30.15), provavelmente macho, tem a cabeça e a parte de trás do pescoço de cor cinza (mais clara na região posterior do pescoço), com uma longa crista da mesma cor e com veios brancos. O dorso e a cauda são cinza-amarronzados, as asas, mais escuras, possuem um tom cinza-lavado, e as penas que recobrem a cauda e as ancas são castanho-avermelhadas. Suas coberteiras primárias são brancas com pontas marrons, embora as bases (ao contrário das pontas) sejam marrons em outros espécimes. A listra superciliar, o loro, e muito das partes inferiores do pássaro são brancos, enquanto os flancos e as coberteiras inferiores da cauda apresentam uma tonalidade ruiva pálida de extensão variável em cada indivíduo. O bico e as pernas eram amarelo-limão, e as garras, amarelo-amarronzadas. Há uma área triangular de pele nua em volta do olho, que pode ter sido amarela em vida. Embora a íris da espécie tenha sido descrita como marrom-azulada, já foi retratada como marrom, amarelo e laranja.
Houve confusão sobre quais características eram sexualmente dimórficas na espécie. Apenas três exemplares foram sexados (todos do sexo masculino), com idade e variação individual não consideradas. Acredita-se que os machos tenham sido maiores, de bico mais longo e mais curvo que o da fêmea. Em 1911, o morador da ilha da Reunião Eugène Jacob de Cordemoy recordou suas observações do pássaro cerca de 50 anos antes, sugerindo que apenas os machos tinham uma crista branca, mas isso provavelmente não corresponde à realidade. Uma provável fêmea (MNHN 2000-756) no museu de Paris parece ter uma crista menor, um bico menor e menos curvo, e penas primárias menores. Um espécime juvenil tem a crista e penas primárias menores, e uma cor marrom lavado em vez de cinza na crista, loro e listra superciliar, além do dorso marrom-brilhante em vez de cinza-amarronzado. Os juvenis de alguns estorninhos do sudeste asiático também são mais marrons que os adultos.
Auguste Vinson observou exemplares vivos de F. varius quando morava na ilha da Reunião e descreveu sua crista como farpas flexíveis, desunidas e onduladas, de comprimentos variados, mais altas no centro, e que podiam ser eriçadas. Ele comparou a crista da ave com a de uma cacatua e suas penas da cauda com as de uma ave-do-paraíso. A maioria dos espécimes empalhados têm a crista ereta, sugerindo que esta seria sua posição natural. Acredita-se que a única ilustração da espécie feita com base num pássaro vivo foi o desenho de Paul Philippe Sauguin de Jossigny, datado do início da década de 1770. Jossigny ordenou aos artistas do desenho que, por motivos de acurácia, eles deveriam representar a crista angulada para frente a partir da cabeça (e não em linha reta para cima). Julian Hume acredita que Martinet seguiu este padrão quando elaborou a ilustração tipo da espécie, a qual foi derivada da imagem de Jossigny, em vez de um desenho de um exemplar vivo. Jossigny também é autor do único desenho conhecido baseado num "modelo" vivo do já extinto periquito-de-rodrigues (Psittacula exsul). Ele recebeu a ave oriunda da ilha Rodrigues quando estava em Maurício, lugar onde provavelmente também ilustrou o F. varius. Murie sugeriu que apenas as ilustrações de Martinet e Jacques Barraband eram "originais", uma vez que ele não tinha conhecimento do desenho de Jossigny, mas observou uma crueza e rigidez neles que os faziam parecer que não eram realistas.

## Comportamento e ecologia

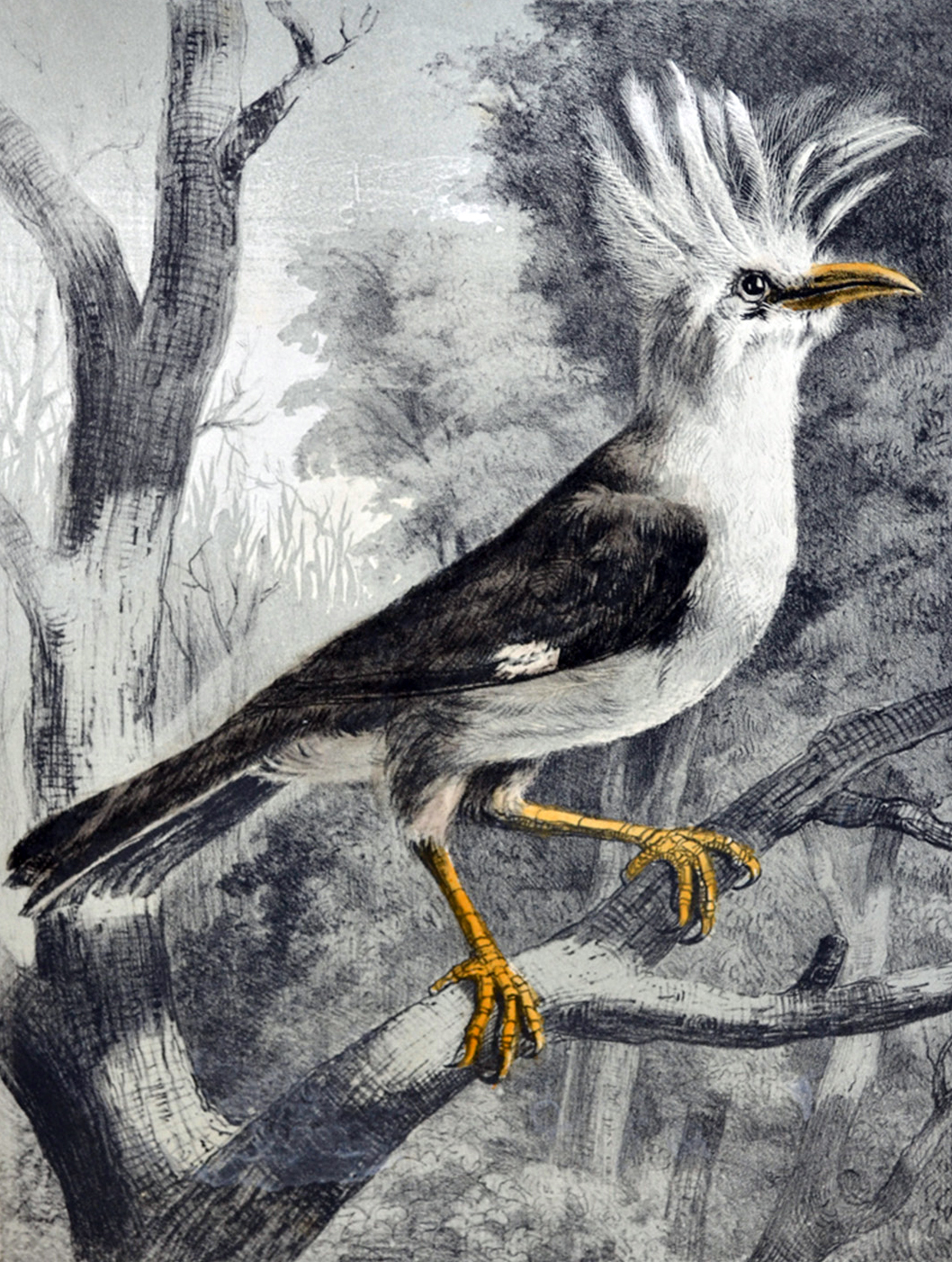
Ilustração de Albert Roussin (década de 1860).

Pouco se sabe sobre o comportamento do F. varius. De acordo com o relato de François Levaillant em 1807 (que incluiu observações de um morador da ilha da Reunião), o pássaro era abundante, formava grandes bandos e habitava áreas úmidas e marismas. Em 1831, René-Primevère Lesson, sem explicação, descreveu seus hábitos como semelhantes aos de um corvo. O relato de 1877 de Auguste Vinson conta suas experiências com a ave mais de 50 anos antes:
(...) essas filhas da floresta, quando eram numerosas, voavam em bandos e adentravam as florestas tropicais, mantendo-se pouco afastadas umas das outras, como boas companheiras ou como ninfas tomando um banho: elas viviam de frutos, sementes e insetos, e os crioulos, desgostosos por este último fato, tinham-na como uma ave de caça impura. Às vezes, vinham da mata para o litoral, sempre voando e saltando de árvore em árvore, galho em galho, frequentemente desciam em enxames sobre pés de café florados, e houve no passado o testemunho de um habitante da ilha de Bourbon, dizia o naturalista Levaillant, de que causavam grande dano aos pés de café, fazendo com que as flores caíssem prematuramente. Mas não eram pelas flores brancas de café que as aves estavam à procura e se comportando assim, eram pelas lagartas e insetos que os consumiam; e neste caso elas fizeram um serviço importante para a silvicultura da ilha de Bourbon e as ricas plantações de café, com as quais esta terra foi coberta, a idade de ouro da região!

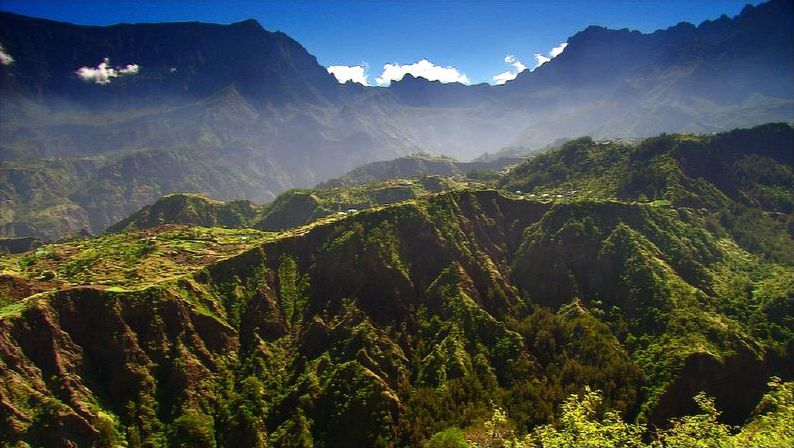
Florestas na ilha da Reunião (2006).

Tal como a maioria dos outros estorninhos, o F. varius era onívoro: alimentava-se de frutas, sementes e insetos. Sua língua — fina,  afiada, longa e desgastada — pode ter sido capaz de se mover rapidamente, sendo útil quando se alimentava de frutas, néctar, pólen e invertebrados. Seus elementos pélvicos eram robustos e seus pés e garras grandes, indicando que o pássaro forrageava próximo do chão. Suas mandíbulas eram fortes; Morioka comparou o seu crânio ao da poupa-eurasiática, e o F. varius pode ter forrageado de uma maneira semelhante, sondando e abrindo furos no substrato e inserindo o bico através da abertura. De Montbeillard foi informado do conteúdo do estômago de um espécime dissecado, que consistia de sementes e frutos de "Pseudobuxus" (possivelmente Eugenia buxifolia, um arbusto com frutos doces e cor de laranja). Ele observou que o pássaro pesava 4 onças (110 gramas), e ficava mais gordo em torno de junho e julho. Vários relatos sugerem que o F. varius migrava ao longo da ilha, passando seis meses em terras baixas e seis meses nas montanhas. Provavelmente, era mais fácil encontrar alimento nas terras baixas durante o inverno, já no verão as aves nidificavam nas florestas montanhosas. Acredita-se que construía seus ninhos em cavidades de árvores. Seu canto foi descrito como um "assobio brilhante e alegre" e de "notas claras", indicando similaridade com a vocalização de outros estorninhos.
Muitas outras espécies de animais da ilha da Reunião, especialmente dentre as endêmicas, foram extintas após a chegada dos seres humanos e da perturbação resultante no ecossistema da ilha. O F. varius viveu ao lado de outras aves recentemente extintas, como o íbis-terrestre-de-reunião, o papagaio-das-mascarenhas, o periquito-de-reunião, o Porphyrio coerulescens, a coruja Mascarenotus grucheti, o Nycticorax duboisi, e o pombo Nesoenas duboisi. Répteis extintos incluem a tartaruga gigante Cylindraspis indica e um tipo de lagarto Leiolopisma. A Pteropus subniger e o Tropidophora carinata viveram na ilha da Reunião e Maurício, mas desapareceram de ambas as ilhas.

## Relação com humanos

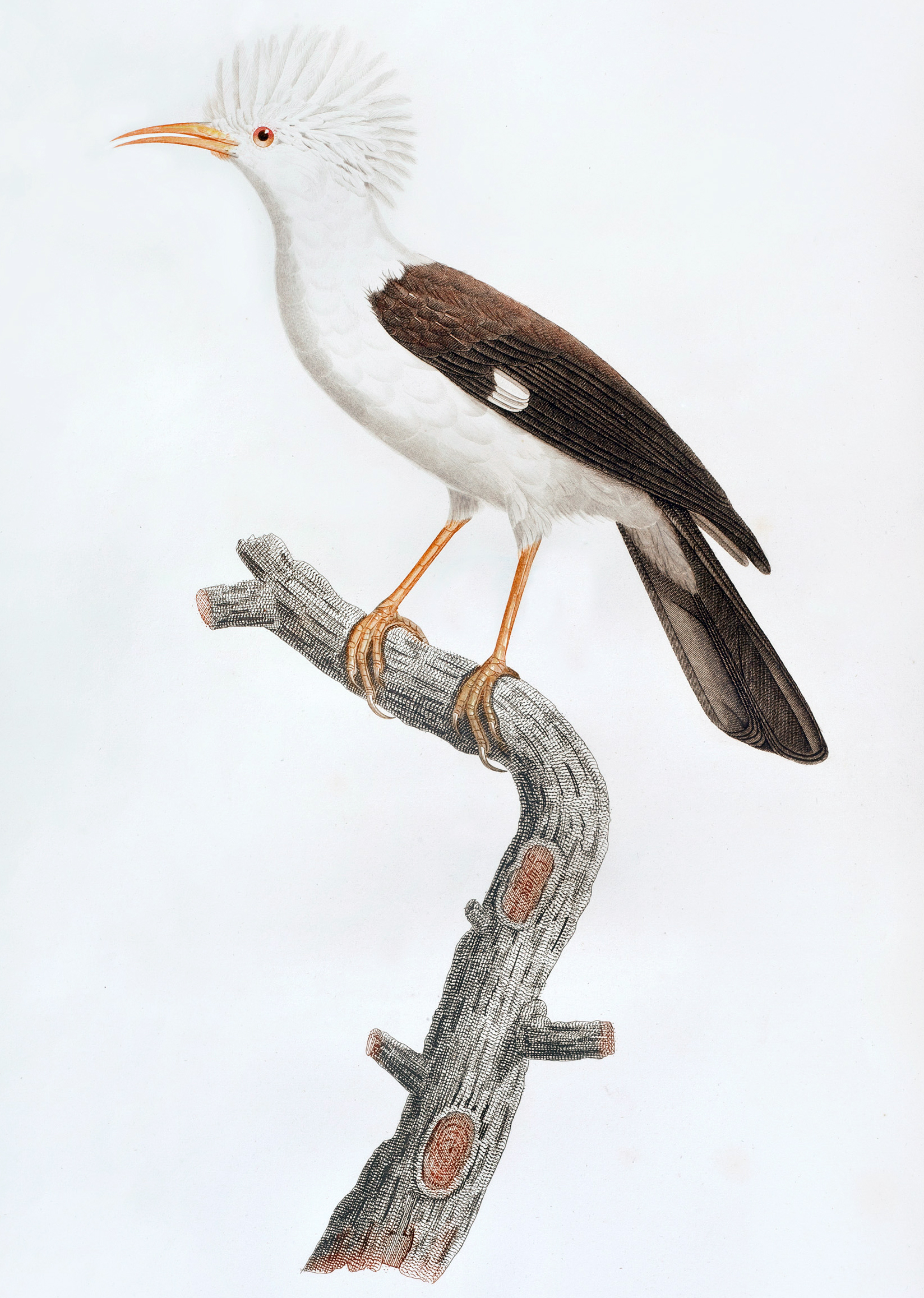
Ilustração da ave por Jacques Barraband (1807).

A espécie foi descrita como mansa e de fácil captura. Em 1704, o engenheiro e cartógrafo francês Jean Feuilley explicou como os pássaros eram capturados por colonos e gatos:
Poupas e merles [Hypsipetes borbonicus] têm o mesmo teor de gordura dos da França, e são de um sabor maravilhoso, eles engordam na mesma época dos papagaios, vivendo dos mesmos alimentos. Para pegá-los, a caça era feita com varas ou bastões finos e longos de seis a sete pés de comprimento, embora o pássaro seja raramente visto. Os gatos mataram muitos. Estas aves permitem uma aproximação tão grande que os gatos conseguem agarrá-las sem nem sair do lugar.

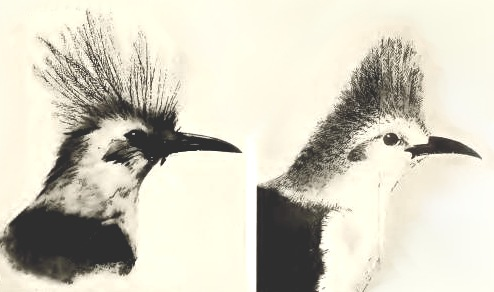
Espécimes de Caen (destruída durante a 2ª Guerra Mundial) e Paris (com a crista aparada), 1913.

O estorninho foi mantido como pássaro de gaiola na ilha da Reunião e em Maurício, e, embora estivesse se tornando cada vez mais raro, uma quantidade razoável de exemplares foi obtida durante o início do século XIX. Desconhece-se se algum espécime vivo tenha sido transportado além das Mascarenhas. Cordemoy recordou que aves em cativeiro poderiam ser alimentadas com uma grande variedade de alimentos, como bananas, batatas e chuchu, e as selvagens nunca adentraram áreas habitadas. Muitos exemplares sobreviveram em Maurício depois de escapar de gaiolas, e acreditava-se que uma população selvagem poderia ser estabelecida. No entanto, a população de Maurício durou menos de uma década; o último avistamento de um exemplar na ilha (o último registro preciso de um indivíduo vivo em qualquer lugar) foi feito em 1836. Espécimes ainda podiam ser recolhidos na ilha da Reunião durante a década de 1830 e, possivelmente, início dos anos 1840.
Restaram 19 espécimes do F. varius em museus ao redor do mundo (incluindo um esqueleto e dois espécimes preservados em formol), dos quais dois estão em Paris e quatro em Troyes. Peles adicionais em Turim, Livorno, e Caen foram destruídas durante a Segunda Guerra Mundial, e quatro peles desapareceram de Maurício e Reunião (que agora têm uma cada). As amostras foram enviadas para a Europa a partir da segunda metade do século XVIII, com a maioria recolhida durante a primeira metade do século XIX. Não está claro quando cada espécime foi adquirido, e os exemplares frequentemente eram mudados de uma coleção pra outra. Também não está claro quais das amostras serviram de modelo para as descrições e ilustrações. O único material subfóssil conhecido do F. varius é um fêmur, descoberto em 1993 numa gruta de Reunião.

## Extinção

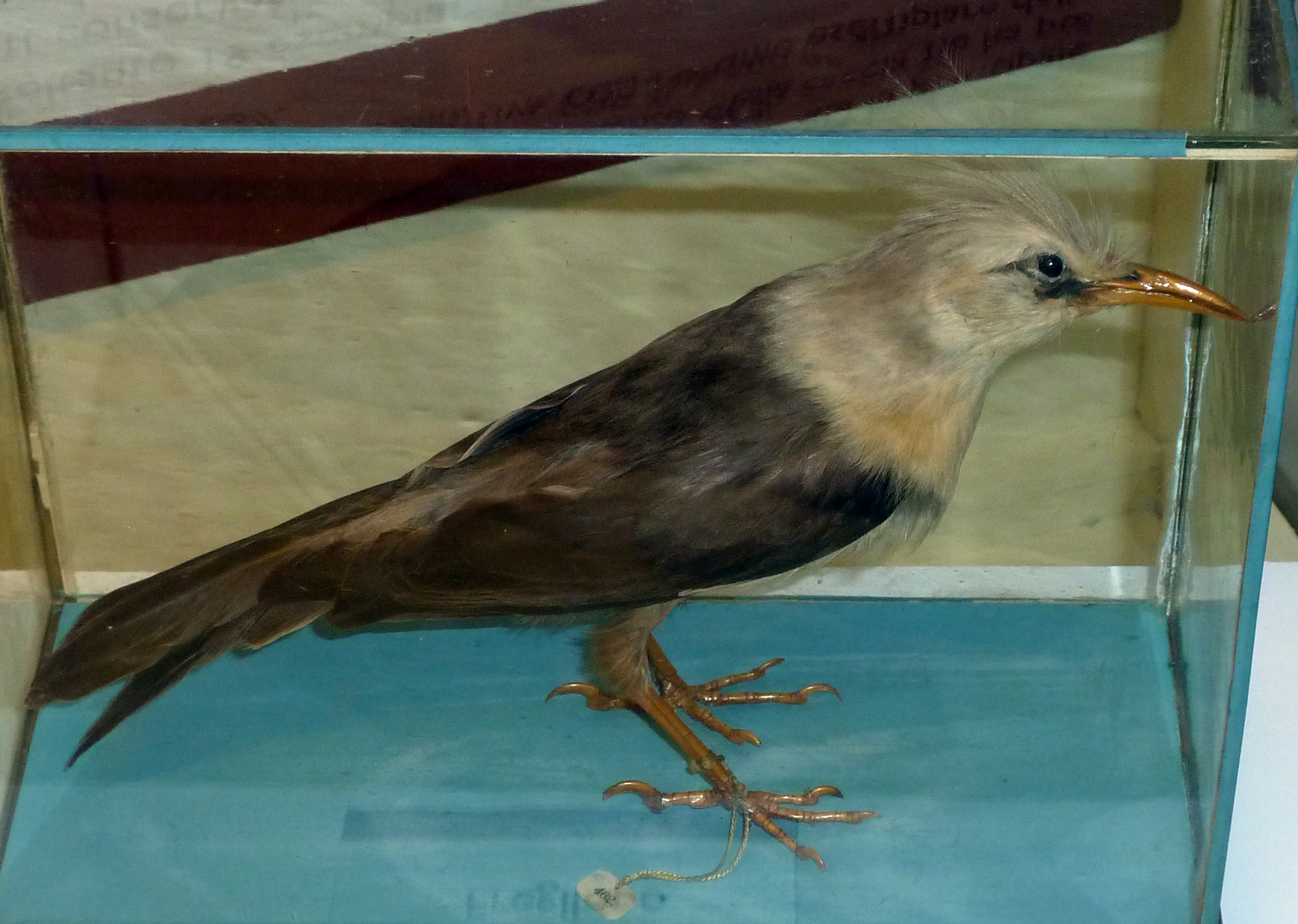
Exemplar da coleção ornitológica do Museu de História Natural da Universidade de Pisa.

Várias causas para o declínio e desaparecimento repentino da espécie foram propostas, todas ligadas às atividades de seres humanos na ilha da Reunião, com os quais coexistiu por dois séculos. Uma hipótese frequentemente levantada por especialistas é que a introdução do Acridotheres tristis levou a uma competição entre essas duas espécies de estorninhos. Este pássaro exótico foi solto na ilha da Reunião em 1759 para combater os gafanhotos, e acabou ele próprio se convertendo numa praga. Mas apesar disso, o F. varius coexistiu com o intruso por quase 100 anos e talvez sequer tenham compartilhado o mesmo habitat. O rato-preto (Rattus rattus) chegou à Reunião na década de 1670, e o rato-marrom (R. norvegicus) em 1735, multiplicando-se rapidamente e ameaçando a agricultura e espécies nativas. Tal como o F. varius, os ratos habitavam as cavidades das árvores e teriam predado os ovos, juvenis e adultos nos ninhos. Em meados do século XIX, o lagarto Gongylomorphus borbonicus foi extinto devido à predação pela serpente Lycodon capucinus, o que pode ter privado o estorninho de uma significativa fonte de alimento. O estorninho pode ainda ter sofrido com doenças contraídas a partir de aves introduzidas, um fator conhecido por ter provocado declínios e extinções em aves havaianas endêmicas. De acordo com o ecólogo Anthony S. Cheke, esta foi a principal causa da extinção do F. varius, pois a espécie havia sobrevivido por gerações, apesar de outras ameaças.
A partir da década de 1830, a ilha da Reunião foi desmatada para dar lugar a plantações. Ex-escravos se juntaram a camponeses brancos no cultivo de áreas virgens após a escravidão ter sido abolida em 1848, e o F. varius foi "empurrado" para os limites de seu antigo habitat. De acordo com Julian Hume, a caça excessiva foi o golpe final na espécie; com florestas mais acessíveis, a caça pela população humana em rápido crescimento pode ter levado as aves restantes à extinção. Em 1821, uma lei obrigando o extermínio de aves prejudiciais aos grãos foi implementada, e o F. varius tinha a reputação de danificar as colheitas. Durante a década de 1860, vários escritores notaram que o pássaro tinha quase desaparecido, mas provavelmente nessa época já estava extinto; em 1877, Vinson lamentou que os últimos indivíduos podem ter sido mortos por incêndios florestais recentes. Nenhuma tentativa de preservar a espécie em cativeiro parece ter sido feita. O F. varius sobreviveu mais tempo do que muitas outras espécies extintas das Mascarenhas, e foi a última espécie de estorninho do arquipélago a sucumbir. As espécies de Rodrigues e Maurício provavelmente desapareceram com a chegada dos ratos; pelo menos cinco espécies de estorninhos Aplonis desapareceram de ilhas do Pacífico, com ratos contribuindo para a sua extinção. O Fregilupus pode ter sobrevivido mais tempo devido à topografia acidentada e às montanhas da ilha da Reunião, onde passava a maior parte do ano.